# Калліроя (океаніда)
Калліроя (або Калліра, Калліргое, Каллірхое) (давньогрецькj.: Καλλιρό, Καλλιρρόη або Καλλιρρόης означає «прекрасна течія» або «прекрасний потік») — у грецькій міфології одна з Океанід, дочок титанів Океана і Тетії.

## Сім'я
Калліроя була пов'язана з Хрісаором, Нейлом, Посейдоном і Манесом. Від Хрісаора вона стала матір'ю чудовиськ Геріона і Єхидни. Хіона була її дочкою від єгипетського річкового бога  Ніла. Калліроя народила Посейдону Мінія, засновника мінойського Орхомена, а від Манеса — Котіса, царя Меонії.

## Міфологія
Калліроя була наядою, яка стала супутницею Персефони, коли дочку Деметри викрав володар мертвих Аїд. Вона була одним із трьох предків тірійців нарівні з Абарбареєю та Дрозерою.

## Спадщина
На її честь названо супутник Юпітера Каллірое.